# Giacomo de Angelis (cardinale)
Giacomo de Angelis (Pisa, 13 ottobre 1610 – Barga, 15 settembre 1695) è stato un cardinale e arcivescovo cattolico italiano.

## Biografia
Nacque da nobile famiglia pisana e conseguì all'Università di Pisa la laurea in utroque iure.
Durante il pontificato di papa Innocenzo X fu governatore delle città di Narni, Fabriano e Jesi. Papa Alessandro VII lo nominò relatore della Congregazione del Buon Governo e referendario del Supremo Tribunale della Segnatura Apostolica.
Il 20 settembre 1660 lo stesso Alessandro VII lo elesse arcivescovo di Urbino. Mantenne la cattedra fino al 1667, quando divenne vicegerente della diocesi di Roma.
Il 2 settembre 1686 fu sollevato dall'incarico di vicegerente per essere creato cardinale con il titolo di Santa Maria in Ara Coeli. Fu anche abate commendatario di Nonantola.
Partecipò ai conclavi del 1689 e del 1691 che elessero rispettivamente papa Alessandro VIII e papa Innocenzo XII.
Morì a Barga, ma fu sepolto a Roma nella cappella di San Pietro d'Alcantara nella basilica di Santa Maria in Aracoeli.

## Genealogia episcopale
La genealogia episcopale è:
- Cardinale Tolomeo Gallio
- Vescovo Cesare Speciano
- Patriarca Andrés Pacheco
- Cardinale Agostino Spinola
- Cardinale Giulio Cesare Sacchetti
- Cardinale Giacomo de Angelis